# Sadat-Quraisch-Moschee
Die Sadat-Quraisch-Moschee (arabisch مسجد سادات قريش, DMG Masǧid Sādāt Quraiš) ist eine historische Moschee in der Stadt Bilbeis, Ägypten. Sie wurde im Jahr 18 nach der Hidschra gegründet und gilt als eines der bedeutendsten islamischen Bauwerke, da einige Historiker glauben, dass sie die erste in Ägypten erbaute Moschee ist. Sie wurde vor der Amr ibn al-As-Moschee in Fustat errichtet und ist wahrscheinlich die zweitälteste Moschee in Afrika.

## Namensgebung
Sie wurde zu Ehren der muslimischen Märtyrer unter den Gefährten des islamischen Propheten Mohammed in der Schlacht gegen die Römer in Belbis, in der etwa 120 Gefährten kämpften, von denen 20–40 den Märtyrertod erlitten und in oder um die Moschee herum begraben wurden, Sadat Quraish oder die Herren des Stammes der Quraisch genannt.

## Geschichte
Die Sadat-Quraisch-Moschee im Gouvernement Scharqiyya in Ägypten wurde von ʿAmr ibn al-ʿĀs im Jahr 18 Hijri während der islamischen Eroberung Ägyptens erbaut. Sie ist die älteste Moschee in Ägypten und möglicherweise die zweitälteste in Afrika nach der al-Nedschaschi-Moschee in Abessinien. Nach der Schlacht von Kerbela führte eine Vision Sayyida Zaynab, die Tochter von Imam ʿAlī, und die Ahl al-bait nach Ägypten, wo sie in der Moschee von Bilbeis Aufnahme fanden. Der abbasidische Kalif al-Ma'mūn verbrachte 40 Tage in der Moschee, als er nach Ägypten reiste, um die Ordnung wiederherzustellen. Aufgrund einer Restaurierung wurde die Moschee zeitweise al-Ma'mūn-Moschee genannt. Die Sadat-Quraisch-Moschee wurde 1951 als islamisches Altertum registriert, ist aber teilweise überbaut, und das Minarett wurde in den 1970er Jahren aufgrund von Einsturzgefahr teilweise abgebaut.

## Gestaltung
Die rechteckige Moschee besteht aus 18 Marmorsäulen in drei Reihen und ist in vier Bögen unterteilt, die parallel zu den Qibla-Wänden verlaufen. Die Kronen der Säulen sind unterschiedlich geformt, was auf ihre Herkunft aus verschiedenen altägyptischen und römischen Tempeln hinweist, und die quadratische Fläche der Moschee beträgt etwa dreitausend Quadratmeter. Die Moschee wurde in der osmanischen Ära vom Emir von Ägypten, Mustafa al-Kaschif, renoviert, der auch das Minarett errichtete.